# سی*-جبر
در ریاضیات، به‌خصوص در آنالیز تابعی، *C-جبر (به انگلیسی: C*-Algebra) (به صورت «سی استار الجبرا» و… تلفظ می‌شود) یک جبر باناخ مجهز به پیچش است به طوری که در خواص الحاق صدق کند. حالت خاصی از آن جبر مختلط {\displaystyle A} از عملگرهای خطی پیوسته روی فضای هیلبرت مختلط است با دو خاصیت زیر:
- {\displaystyle A} از نظر توپولوژی مجموعه ای بسته در توپولوژی نرم عملگرهاست.
- {\displaystyle A} تحت عملیات الحاق‌گیری عملگرها بسته‌است.

یکی دیگر از دسته‌های مهم *C-جبرها شامل جبر توابع پیوسته {\displaystyle C_{0}(X)} است.
*C-جبرها را در گذشته بیشتر به خاطر کاربردشان در مکانیک کوانتومی برای مدل کردن جبرهای مشاهده پذیرهای فیزیکی در نظر ی گرفتند. این خط تحقیقاتی با مکانیک ماتریسی ورنر هایزنبرگ شروع شد و توسط پاسکوال جوردن در حدود ۱۹۳۳ از نظر ریاضی تکوین بیشتری یافت. نتیجتاً، جان فون نویمن تلاش برای بنیان نهادن چارچوبی عمومی برای این جبرها نمود که در سری مقالاتش روی حلقه عملگرها ظهور یافت.
در حدود ۱۹۴۳، کارهای اسرائیل گلفاند و مارک نایمارک منجر به مشخصه سازی مجرد *C-جبرها شد در حالی که هیچ اشاره ای در کارهایشان به عملگرهای روی فضای هیلبرت نشد.
*C-جبرها اکنون ابزار مهمی در نظریه نمایش‌های یکه‌ای گروه‌های فشرده موضعی می‌باشند و همچنین در فرمول بندی جبری مکانیک کوانتومی به کار می‌روند. یکی دیگر از شاخه‌های تحقیقاتی، برنامه طبقه‌بندی یا تعیین وسعت و محدوده این طبقه‌بندی برای *C-جبرهای هسته ای ساده جداپذیر است.

## تعریف
ما با مشخصه سازی مجرد *C-جبرهایی که در مقاله ۱۹۴۳ گلفاند و نایمارک ارائه شده‌اند شروع می‌کنیم.
یک *C-جبری چون {\displaystyle A} جبر باناخی روی میدان اعداد مختلط است که مجهز به نگاشت {\displaystyle x\mapsto x^{*}} برای {\displaystyle x\in A} بوده و در خواص زیر صدق کند:
- یک پیچش است، برای هر {\displaystyle x\in A}:

{\displaystyle x^{**}=(x^{*})^{*}}
- برای تمام {\displaystyle x,y\in A}:

{\displaystyle (x+y)^{*}=x^{*}+y^{*}}
{\displaystyle (xy)^{*}=y^{*}x^{*}}
- برای هر عدد مختلط {\displaystyle \lambda \in \mathbb {C} } و هر {\displaystyle x\in A}:

{\displaystyle (\lambda x)^{*}={\overline {\lambda }}x^{*}.}
- برای هر {\displaystyle x\in A}:

{\displaystyle \|x^{*}x\|=\|x\|\|x^{*}\|.}
نکته: سه اتحاد اول می‌گوید که {\displaystyle A} یک *-جبر است. اتحاد آخر را اتحاد *C گویند که معادل است با:
{\displaystyle \|xx^{*}\|=\|x\|^{2},}
که برخی مواقع به آن *B-اتحاد گویند.